# 4Q271

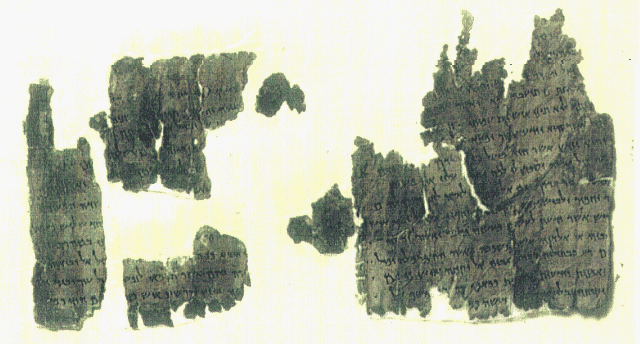
Rękopis 4Q271

4Q271 oznaczony również 4QDf – rękopis spisany na pergaminie zawierający Dokument Damasceński. Rękopis ten został znaleziony w grocie 4 w Kumran, należy więc do zwojów znad Morza Martwego. Jest on datowany na koniec I wieku p.n.e. Karta ma wymiary 10,9 na 9,3 cm.
Jest to jeden z jedenastu fragmentów Dokumentu Damasceńskiego wśród zwojów z Qumran. Pozostałe to rękopisy 4Q265-270, 272, 273, 5Q12 oraz 6Q15.